# Upside Down Pictures
Upside Down Pictures è una casa di produzione televisiva fondata e diretta dai fratelli Matt e Ross Duffer. Il nome è associato all'Upside Down, la dimensione sovrannaturale presentata nella serie televisiva creata dai Duffer Stranger Things.
Tutti gli show prodotti dalla Upside Down Pictures sono distribuiti da Netflix.

## Programmi televisivi
- Stranger Things - serie TV (2016-in corso)
- Stranger Things: Tales From '85 - serie TV animata (2026)[3][4]
- The Boroughs - serie TV creata da Jeffrey Addiss e Will Matthews (2026)[5][6][7]
- Il talismano - miniserie TV creata da Curtis Gwinn[8]
- Something Very Bad Is Going To Happen - serie TV creata da Haley Z. Boston[9]
- Death Note - serie TV creata da Halia Abdel-Meguid[10]

## Spettacoli teatrali
- Stranger Things: The First Shadow, prodotto da Sonia Friedman e Stephen Daldry[11]